# Prodentobunus
Prodentobunus is een geslacht van hooiwagens uit de familie Sclerosomatidae.
De wetenschappelijke naam Prodentobunus is voor het eerst geldig gepubliceerd door Roewer in 1923. 

## Soorten
Prodentobunus omvat de volgende 4 soorten:
- Prodentobunus luteus
- Prodentobunus nitidus
- Prodentobunus tao
- Prodentobunus unispinosus